# Ivan Narat
Ivan Narat, slovenski rimskokatoliški duhovnik in slavist, * 13. december 1777, Dogoše, † 2. avgust 1806, utonil v Dravi.

## Življenje in delo
Rodil se je očetu kmetu Andražu in materi Urši. Po končani gimnaziji v Mariboru (1796) je v Gradcu študiral filozofijo (1796–1798) in teologijo (1798–1801) in bil 4. aprila 1801 posvečen v duhovnika. Kot kaplan je služboval v Selnici ob Dravi od 9. maja do 30. avgusta 1801 in v mestni župniji v Mariboru od 30. avgusta 1801 do novembra 1804, ko je postal prvi posebni katehet mariborske gimnazije.
Narat je 1803 podpisal prošnjo mariborskemu okrožnemu uradu za dovoljenje, da se je lahko 30. septembra 1803 v župnišču pri Sv. Urbanu nad Ptujem sestalo 9 duhovnikov z namenom, da »organizirajo naš jezik«, oziroma standardizirati slovenščino na Štajerskem (t. i. vzhodno štajerščino) in lahko opravlja pouk v šoli delno v maternem jeziku. Izmed devetorice so poleg Narata z gotovostjo srečanja udeležili le Š. Modrinjak, Harman ter urbanški župnik Mravljak, medtem ko se da o ostalih udeležencih le ugibati. Udeleženci so poskusili sestaviti Svetourbansko akademijo, ki bi se ukvarjala s kodifikacijo jezika. Obseg dogovora deveterice se da le deloma določiti, verjetno pa je bil »napravljen obširen kritični načrt za slovensko slovnico«, zaradi tega je poskus svetourbanske akademija spodletel.
Umrl je med kopanjem v reki Dravi.